# ایندول-۳-استیک اسید
ایندول-۳-استیک اسید (به انگلیسی: Indole-3-acetic acid) با فرمول شیمیایی C۱۰H۹NO۲ یک ترکیب شیمیایی با شناسه پاب‌کم ۸۰۲ است؛ که جرم مولی آن ۱۷۵٫۱۸۴ g/mol می‌باشد. شکل ظاهری این ترکیب، جامد سفید است.